# Teremky
Teremky (ukr. Теремки) – jedna ze stacji kijowskiego metra na linii Obołonśko-Teremkiwśka. Została otwarta 6 listopada 2013. Stanowi południową stację końcową linii.
Nazwa stacji nawiązuje do dzielnicy Teremky, w której się znajduje.